# Android Go
Android Go (oficialmente Android Go Edition) é uma versão do sistema operacional móvel Android desenvolvida pela Google e lançado 5 de dezembro de 2017, utilizada em dispositivos móveis de baixo custo (baixo desempenho) semelhante ao Android One. Essa versão é destinada para smartphones com até 3GB de RAM e foi disponibilizado pela primeira vez para Android Oreo. Os aplicativos pré-instalados da Google são otimizados para reduzir o uso de memória e armazenamento. A Google Play Store destaca em sua página inicial os aplicativos mais leves adequados para esses dispositivos.

## Aplicativos
O sistema Android Go foi implementado a fim de oferecer recursos semelhantes de dispositivos intermediários e de ponta, com as devidas adaptações, para o hardware menos potente e limitado (smartphones de até 3 GB de memória RAM).
No quesito desempenho, esta versão faz os aplicativos rodarem 15% mais rápido que no sistema Android normal. Além de ser acompanhado com um kit de versões específicas dos aplicativos nativos do Android, que ocupam menos espaço e consomem menos internet dos dados móveis. Como por exemplo: Files Go (gerenciador de arquivos); Gmail Go (gerenciador de e-mail), Maps Go (gerenciador de mapa e gps), Gboard Go (teclado de digitação do Google), Google Assistente Go, Search Go (serviço de busca).
No quesito segurança, esta versão é acompanhado do Google Play Protect, que verifica os aplicativos e instalações. Também está equipado com a função Find My Device, que permite a localização do aparelho, redefinir senhas e limpar todos os dados armazenados, em caso de perda ou furto.

## Versões
| 8.1 (Oreo) (Go Edition)                                                   | 8.1 | 5 de dezembro de 2017 (7 anos)  | [ 6 ]  |
| 9 (Pie) (Go Edition)                                                      | 9   | 15 de agosto de 2018 (6 anos)   | [ 7 ]  |
| 10 (Queen Cake) (Go Edition)                                              | 10  | 25 de setembro de 2019 (5 anos) | [ 8 ]  |
| 11 (Red Velvet Cake) (Go Edition)                                         | 11  | 10 de setembro de 2020 (4 anos) | [ 9 ]  |
| 12 (Snow Cone) (Go Edition)                                               | 12  | 14 de dezembro de 2021 (3 anos) | [ 10 ] |
| 13 (Tiramisu) (Go Edition)                                                | 13  | 15 de agosto de 2022 (2 anos)   |        |
| 14 (Upside Down Cake) (Go Edition)                                        | 14  | 16 de dezembro de 2023 (1 ano)  | [ 11 ] |
| 15 (Vanilla Ice Cream) (Go Edition)                                       | 15  | 21 de março de 2025 (0 anos)    | [ 12 ] |
| Legenda:Versão antigaVersão mais antiga, ainda mantidaVersão mais recente |     |                                 |        |

## Mercado brasileiro
No Brasil, os primeiros aparelhos com o sistema Android Go foram dos fabricantes: Red Mobile, Multilaser, Positivo e Alcatel.

## Aparelhos
Existem vários fabricantes que criam dispositivos da edição Android Go acessíveis, a saber:
- Alcatel 1
- Infinix Smart 8 Pro
- Itel A70
- LG K20
- Motorola Moto E5 Play
- Motorola Moto E20
- Motorola Moto E13
- Motorola Moto E14
- Motorola Moto E15
- Nokia 1.3
- Nokia 1.4
- Nokia 1 Plus
- Nokia 2.1
- Nokia C22
- POCO C51
- realme C30
- realme C30s
- Samsung Galaxy J2 Core
- Samsung Galaxy J4 Core
- Samsung Galaxy A01 Core
- Samsung Galaxy A03 Core
- Xiaomi Redmi Go
- Xiaomi Redmi A1
- Xiaomi Redmi A1 Plus
- Xiaomi Redmi A2
- Xiaomi Redmi A2 Plus
- Xiaomi Redmi A5
- ZTE Blade L8
- ZTE Blade A35 Lite